# Prelak
Prelak, más néven Prencsel dűlő (románul: Prelucele) település Romániában, Kolozs megyében. Közigazgatásilag Körösfeketetó község része.

## Fekvése
Kolozs megye nyugati részén, Kolozsvártól 80 km-re, Bánffyhunyadtól 27 km-re nyugatra helyezkedik el, a Vlegyásza-hegység északi lejtőin.

## Története
A település 1956 előtt Körösfeketetó külterületét képezte, a trianoni békeszerződésig Bihar vármegye élesdi járásához tartozott. 1956-ban vált önálló településsé 216 lakossal.
Prelakot az 1910-es népszámlálás idején 179 román nemzetiségű személy lakta. 1966-ban 202, 1977-ben 167, 1992-ben 144, a 2002-es népszámláláskor 143 román lakosa volt.